# Cleopus
Cleopus är ett släkte av skalbaggar som beskrevs av Pierre François Marie Auguste Dejean 1821. Cleopus ingår i familjen vivlar.

## Dottertaxa tillCleopus, i alfabetisk ordning[1][2]
- Cleopus angustatus
- Cleopus antirrhini
- Cleopus beccabungae
- Cleopus bimaculatus
- Cleopus campanulae
- Cleopus curvirostris
- Cleopus elegans
- Cleopus ellipticus
- Cleopus flavus
- Cleopus fossarum
- Cleopus fraxini
- Cleopus graminis
- Cleopus herbarum
- Cleopus immunis
- Cleopus japonicus
- Cleopus labilis
- Cleopus linariae
- Cleopus meridionalis
- Cleopus minutus
- Cleopus nanus
- Cleopus obliquus
- Cleopus pascuorum
- Cleopus perlatus
- Cleopus perpensus
- Cleopus plagiatus
- Cleopus plantarum
- Cleopus pulchellus
- Cleopus ranunculi
- Cleopus rostellum
- Cleopus rufidus
- Cleopus salsolae
- Cleopus setiger
- Cleopus setosus
- Cleopus similis
- Cleopus solani
- Cleopus somnulentus
- Cleopus spinosulus
- Cleopus spinulosus
- Cleopus stimulosus
- Cleopus teter
- Cleopus tricolor
- Cleopus verbasci